# Lóxoro
El lóxoro, también llamado húngaro (o hungarito), es un grupo de palabras en jerga y juegos lingüísticos del español empleados mayoritariamente por mujeres transgénero y hombres gay en Perú. El lóxoro utiliza la criptolalia para hacer la comunicación irreconocible y secreta. Este ocultamiento permite que quienes hablan lóxoro conversen en intimidad y eviten la violencia de personas ajenas a sus comunidades.
Las palabras se forman descomponiendo en sílabas, y añadiendo xara, xere, xiri, xoro y xuru entre las sílabas a modo de jerigonza. En las nuevas generaciones se han añadido otras sílabas, como kuti, ipi y apa.

## Historia
Se cree que el lóxoro surgió durante las décadas de 1960 y 1970. Su primera aparición en el dominio público fue con el personaje gay del comediante peruano Fernando Armas, Fulvio Carmelo, también conocido como Chisiricosoro, que fue popularizado en los años 2000.
El uso de lóxoro se hizo conocido por el público general después del estreno del cortometraje peruano Loxoro de 2012, escrito y dirigido por Claudia Llosa, y que obtuvo el Teddy Award en la Berlinale de 2012.
Para 2012, se calcula que el argot es hablado por 500 personas.

## Ejemplos
- mamá se vuelve mácuti.[2]

- hola se convierte en hósorolásara/hosolasa.[1]

- Los peches son pequeños obsequios para incentivar las relaciones.[9]